# Dariusz Koseła
Dariusz Koseła (Zabrze, 1970. február 12. –) olimpiai ezüstérmes lengyel labdarúgó-középpályás.

## Pályafutása

### Klubcsapatokban
A Górnik Zabrze juniorcsapataiban játszott, majd felkerült az első csapathoz, amelyben 1987 és 1998 között szerepelt az Ekstraklasában. A debütáló szezon végén lengyel bajnok lett. A klub színeiben pályára lépett a UEFA-bajnokok ligájában.
Ezután egy szezont játszott az első osztályban újonc Ruch Radzionków csapatában. 1998. július 24-én debütált a Widzew Łódź elleni hazai 5–0-s győzelem alkalmával. 2000-ben a brandenburgi  Rot-Weiß Fredersdorf-Vogelsdorfba igazolt. 2001-ben visszatért Lengyelországba, újra a Ruch Radzionków csapatát erősítette.

### A válogatottban
1991. szeptember 10-én debütált a lengyel U21-es válogatottban, Utrechtben 1–1-es döntetlent játszottak Hollandia ellen. 1992-ben tagja volt annak a csapatnak, amely részt vett a barcelonai olimpián. 1992 augusztus 8-án a Camp Nouban 95 ezer néző előtt 3–2-re a spanyol csapat győzött. Koseła, bár nem lépett pályára a tornán, ezüstérmet szerzett.

## Elismerései, díjai

### Klubcsapattal
Górnik Zabrze
- Lengyel bajnok: 1988

### A válogatottal
Lengyelország
- Olimpiai ezüstérem: 1992

## Fordítás
- Ez a szócikk részben vagy egészben  a   Dariusz Koseła című német Wikipédia-szócikk ezen változatának fordításán alapul.  Az eredeti cikk szerkesztőit annak laptörténete sorolja fel. Ez a jelzés csupán a megfogalmazás eredetét és a szerzői jogokat jelzi, nem szolgál a cikkben szereplő információk forrásmegjelöléseként.